# Максим Эфесский
Ма́ксим Эфе́сский (лат. Maximus Ephesius, ок 310—372) — античный философ-неоплатоник, один из наиболее значительных последователей Ямвлиха, ученик Эдесия, учитель и советник императора Юлиана Отступника.
Происходил из Эфеса, или из Смирны; из состоятельной семьи; имел двоих братьев (Клавдиана и Нимфидиана), также известных своей ученостью. По сообщениям, отличался такой благообразной, почтенной и обаятельной внешностью, что ни у кого из собеседников не возникало желания с ним спорить; в повседневной жизни — склонностью к роскоши, некоторой заносчивостью. Своей славой, помимо учености, был обязан тому, что его считали способным истолковать самый невразумительный оракул и вообще человеком близким к богам. Предсказал смерть императора Валента и некоторым образом свою собственную.
Максим Эфесский — сторонник теургического неоплатонизма Ямвлиха. Придавал минимальное значение логике и аргументации; разрабатывал практическую астрологию, магию, теургию и т. п. Оказал наибольшее влияние на Юлиана, став впоследствии причиной разрыва императора с христианством.
Юлиану (когда будущий император жил в Пергаме и Эфесе в 350—352) Максима рекомендовал сам Эдесий, основатель Пергамской школы неоплатонизма. Юлиан, получив власть, вызвал Максима в Константинополь, где император и его учитель стали проводить время в занятиях философией. После смерти Юлиана и короткого правления Иовиана положение изменилось; при Валентиане и Валенте философы подвергаются преследованиям и казням, в том числе по обвинению в колдовстве.
Максим подвергся гонениям якобы за то, что обладал состоянием, чрезмерным для простого философа. Был сослан в Малую Азию (364), где в конце концов подвергнут пыткам и обезглавлен (в 377 или 378). Евнапий сообщает, что значительное состояние Максим стяжал себе за счет своих богатых клиентов — главным образом, придворных Юлиана, которые обращались к знаменитому философу с просьбой предсказать что-нибудь, вызвать призрак, разрешить иную проблему подобного рода.
Сочинения Максима Эфесского по астрологии и магии не сохранились.

## Анекдоты
К Максиму Юлиан был расположен настолько, что когда во время заседания сената Юлиану сообщили о прибытии Максима из Азии, император «выскочил, нарушая приличия, и забылся до такой степени, что быстро побежал далеко от крыльца ему навстречу, поцеловал, почтительно приветствовал его и провёл сам в собрание». В результате подобного отношения Максим Эфесский приобрел соответствующую популярность; даже простой народ «перегораживал подступы к дому Максима, сопровождая свои действия прыжками и громким криком».